# 인간 vs 벌
《인간 vs 벌》(영어: Man vs. Bee)은 넷플릭스에서 2023년 6월부터 방영된 영국의 코미디 드라마이다.